# Монтеротондо Маритимо
Монтерото̀ндо Маритѝмо (на италиански: Monterotondo Marittimo) е село и община в централна Италия, провинция Гросето, регион Тоскана. Разположено е на 539 m надморска височина. Населението на общината е 1405 души (към 2012 г.).